# キニヨン染色
キニヨン染色（キニヨンせんしょく、cold method）（英：Kinyoun stain）またはキニヨン法は、Joseph J. Kinyounによって開発された方法で、マイコバクテリウム属の抗酸菌を染色するために用いられる手順である。これは1882年にロバート・コッホによって開発された方法の変法である。ある種の細菌は、細胞壁にミコール酸と呼ばれるワックス状脂質を持っており、グラム染色よりも抗酸染色が適している。酸性アルコールによる脱色に抵抗するマイコバクテリウム属の特徴が、抗酸性と呼ばれる理由である。主色素（塩基性フクシン）、脱色剤（酸性アルコール）、対比染色（メチレンブルー）を使用する。チール・ネルゼン染色（Z-N染色）とは異なり、キニヨン染色は加熱を必要としない。チール・ネルゼン染色では、熱は物理的媒染剤として作用し、フェノール（石炭酸フクシンの石炭酸）は化学的媒染剤として作用する。

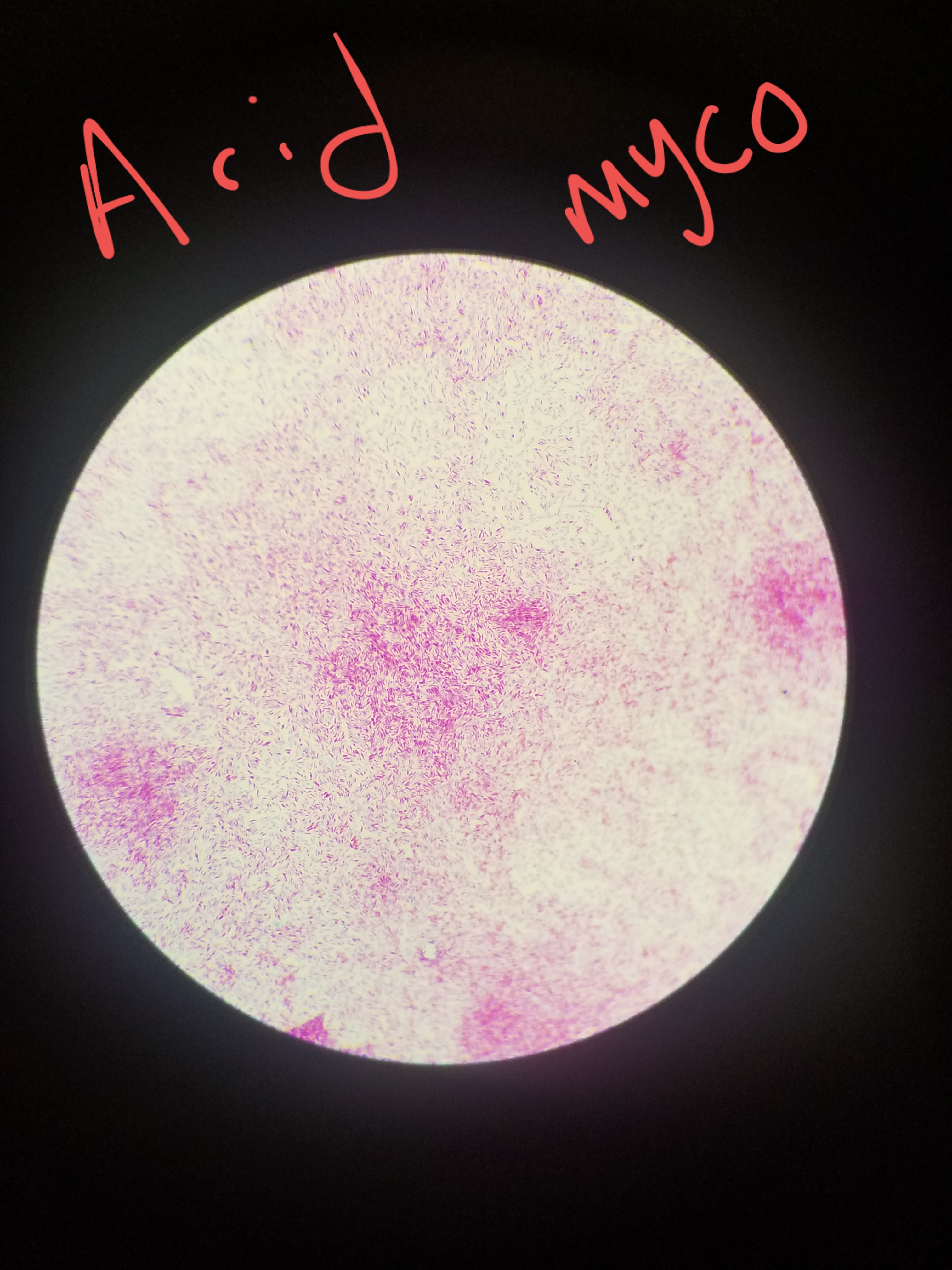
Mycobacterium smegmatisのキニヨン染色

| 用途     | 試薬           | 細胞の色 | 細胞の色 |
| -------- | -------------- | -------- | -------- |
| 用途     | 試薬           | 抗酸性   | 非抗酸性 |
| 主色素   | 石炭酸フクシン | 赤       | 赤       |
| 脱色剤   | 酸性アルコール | 赤       | 無色     |
| 対比染色 | メチレンブルー | 赤       | 青       |

## 変法
キニヨン染色は塩酸の代わりに0.5～1.0％の硫酸を使用する弱酸性抗酸染色に変更することができる。弱酸性抗酸染色は、マイコバクテリウム属の染色に加えて、ノカルディア属やクリプトスポリジウムなど、塩酸で脱色した後に石炭酸フクシンを維持できない生物も染色する。